# Christian Schodos

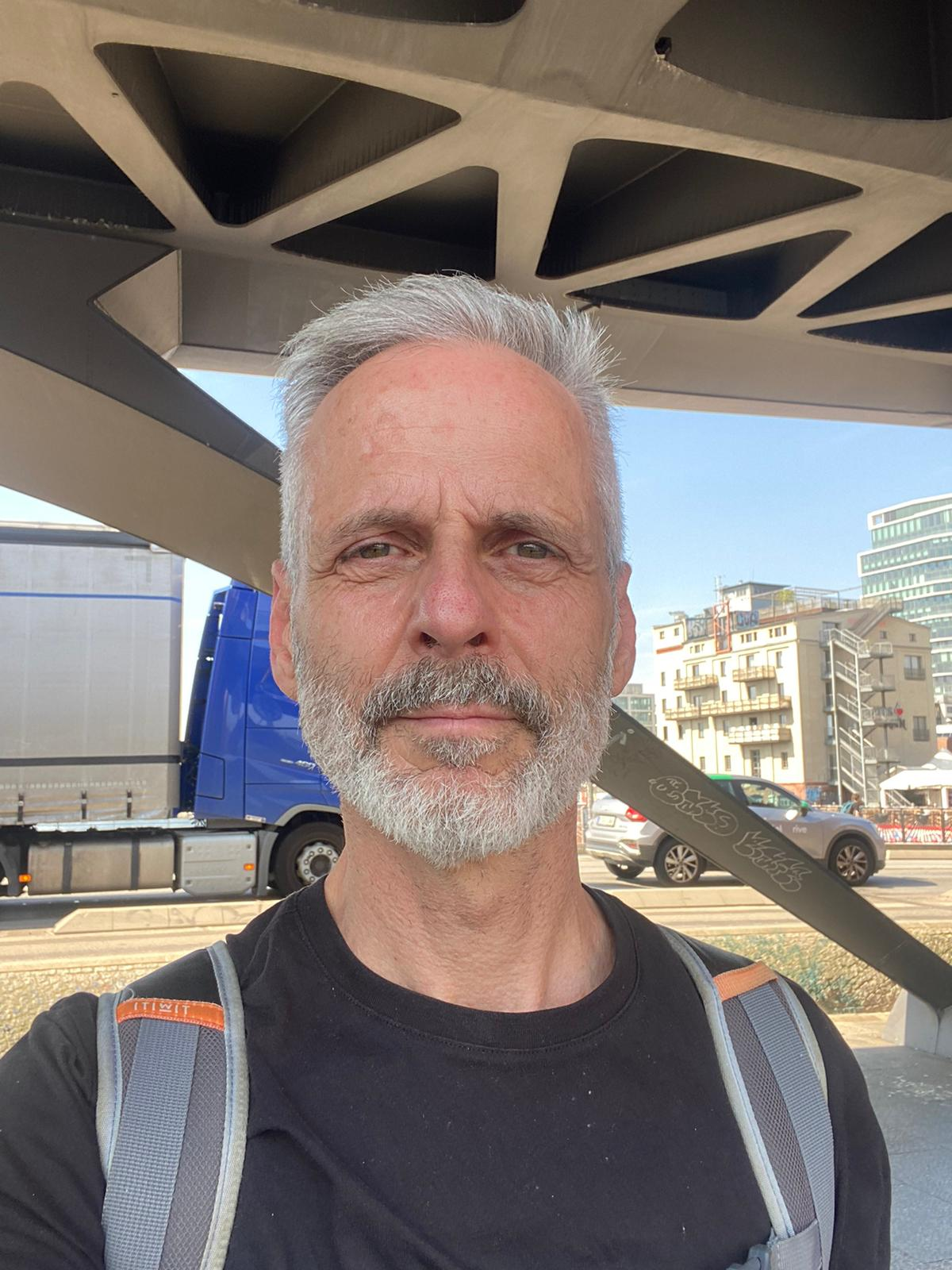
2024

Christian Schodos (* 14. März 1965 in Berlin) ist ein deutscher Schauspieler, Musicaldarsteller und Sänger.

## Werdegang
Christian Schodos kam im Sankt-Gertrauden-Krankenhaus zur Welt und wuchs in Berlin-Moabit auf. 1974 zogen seine Eltern als Erstbezieher in die neu geschaffene Gropiusstadt, wo Christian den Rest seiner Grundschulzeit verbrachte. Im Jahr 1977 wechselte er in die Clay-Oberschule (Gesamtschule mit gymnasialer Oberstufe). Dort war ein von der Bundesregierung in Bonn finanziertes Musik-Modell geschaffen worden, das für die Schüler wöchentlich acht Stunden Musikunterricht vorsah, Schodos belegte u. a. Klavier und Vibraphon.
Im Alter von 15 Jahren kam Christian Schodos an die Berliner Musikschule Neukölln, war dort drei Jahre Teil des ersten Musicalprojekts unter Jonathan Kinsler und erlernte Singen und Stepptanz. In dieser Zeit hatte er seine ersten Auftritte auf der Bühne. Später arbeitete er noch einige Monate in Europas größtem Schallplattenladen, dem Bote & Bock im Europa-Center.
Schodos studierte von 1986 bis 1989 Musical an der Universität der Künste in Berlin. Während des dritten Semesters spielte er seine erste Hauptrolle in den Berliner Kammerspielen, danach trat er in der Berliner Theaterszene auf. Er spielte u. a. an der Neuköllner Oper, am KAMA-Theater, dem Hansa Theater, der ufaFabrik, dem Metropol-Theater und dem Kleinen Theater am Südwest-Korso. Er spielte an der Seite von Dagmar Biener, Brigitte Grothum, Marion Kracht, Uwe Kröger, Corny Littmann, Brigitte Mira, Marianne Rosenberg, Peter Schiff und Hans von Borsody.
Schodos wurde für seine Darstellung in „Heinz Rühmann, der Clown“ für den Publikumspreis „Goldener Vorhang“ und für die Musicalproduktion „No Sex!“ für den Friedrich-Luft-Kritikerpreis nominiert.
2001 spielte und sang er an der Seite von Marianne Rosenberg in dem Kurt-Weill-Musical „Die Venus (one touch of venus)“ am Berliner Schlossplatz in einer eigens für diese Produktion gebauten Spielstätte mit 750 Plätzen. 2003 folgten Konzerte gemeinsam mit Marianne Rosenberg im Duetteprogramm „Cocktails for two“.
Schodos hat zwei Solo-CDs veröffentlicht, die erste erschien 2003 mit dem Pianisten Wolfgang Köhler und enthält Songs aus dem American Songbook. Die zweite CD erschien 2004 mit dem Wolfgang Köhler Trio und dem Billroth Streichquartett unter dem Titel „Weil ich dich liebe muß ich lügen. Eine Hommage an den Komponisten Werner Richard Heymann“.
2012–2016 arbeitet er als Schauspieltrainer u. a. für die Montag Stiftung und La Red Berlin in Berliner Haftanstalten als Schauspieltrainer. Diese Arbeit wurde in dem Buch Freispieler – Theater im Gefängnis dokumentiert.
Er war seit 2005 das Gesicht von Werbespots für fast 100 Print-, Kino- und Fernsehkampagnen, und dabei u. a. zu sehen mit Ottmar Hitzfeld, Désirée Nick und Franziska van Almsick.
Seit 2017 ist Christian Schodos auch an diversen Berliner Volkshochschulen als Dozent tätig.

## Theater (Auswahl)
- 2004/05 Komödie im Bayerischen Hof, München: Hans Mühlheim in Die Drei von der Tankstelle (Musikalische Komödie nach dem gleichnamigen Tonfilm von Franz Schulz und Paul Frank)
- 2003 Bar jeder Vernunft: Marianne Rosenberg & Christian Schodos in Cocktails for Two
- 2001/02 Theaterzelt am Schloßplatz: Rodney Hatch in One Touch of Venus
- 2000 Hansa Theater, Berlin: Willi in Die Bettelkönigin von Moabit
- 2000 Hansa Theater: Eine total verrückte Entführung
- 2000 Hansa Theater: Werner in Ein Gauner kommt selten allein
- 1999/00 Hansa Theater: Heinz Rühmann in Heinz Rühmann, der Clown. Inszenierung: Claudio Maniscalco[5]
- 1998 Häbse Theater, Basel: Clown in ELVIS
- 1997/1998 Kleines Theater am Südwestkorso, Berlin: Aphrodite in „Der Kleidertausch“
- 1997/98 Kleines Theater am Südwestkorso: René in Liebeslohn
- 1997 Kleine Revue im Friedrichstadt-Palast: Charles Aznavour in „PIAF“
- 1997 Neuköllner Oper: W. Watkins in Lady be good
- 1996 Neuköllner Oper: Buffy in Blume von Hawaii
- 1996 Metropol Theater, Berlin: Baby John in West Side Story
- 1996 DELPHI, Hamburg: Dick in „Dames at sea“
- 1995/1996 Kammerspiele, Berlin: Aladdin in „Aladdin“
- 1995 Saalbau-Theater, Berlin: Jürgen in „Magic Panties“, Regie: Peter Lund
- 1994 Schmidts Tivoli, Hamburg: Daniel in „Ladyboys“, Regie: Corny Littmann
- 1993 »KAMA«-Theater, Berlin (Kreuzberg): Daniel in “Ladyboys”
- 1993 »KAMA«-Theater: Freddy in NO SEX[6]
- 1992 Akzent Theater, Wien: Joseph in „Joseph and the amazing Technicolor dreamcoat“, Regie: Anna Vaughan
- 1992/93 »KAMA«-Theater: Charles Aznavour in PIAF
- 1991 UFA–Fabrik, Berlin: Hans Jr. in „Holzers Peepshow“
- 1990 Landestheater Innsbruck: Baby John in „West Side Story“
- 1989 Berliner Kammerspiele: Mogli in Das Dschungelbuch
- 1989 Landgraf Theater, Tournee: Wolfgang in „Das Geld liegt auf der Bank“, Regie: Wolfgang Spier
- 1988 Berliner Kammerspiele: u. a. Colonel Tom in „The Rocky Horror Show“

## Film und Fernsehen
- 2016 Kleidercode, Film DVD Regie: Claudia Boysen
- 2016 Mutter reicht's jetzt, Fernsehfilm ARD Regie: Matthias Tiefenbacher
- 2015 Gefährlich Pfade, Film DVD Regie: Claudia Boysen
- 2012 Holz – Lahn, Web-Serie Regie: Joseph Bolz, Philipp Fröhlich
- 2010 1 mal 1, Film DVD, Regie: Michael Gautsch
- 2008 Nächste Generation, Kurzfilm Regie: Thorsten Schmidt
- 2006 Game Over, Kurzfilm Regie: Franziska Schlotterer, Jette Müller
- 2005 Der Beichtstuhl, Kurzfilm Regie: Nico Hammerschlag
- 2004 Verbotene Liebe, ARD Regie: Petra Clever
- 2002 Herzschlag-Ärzteteam Nord, ZDF Regie: Sebastian Monk
- 2001 Streit um Drei, ZDF Regie: Wolfram Hundhammer
- 1999 Judge, Columbia TriStar, Pilot Regie: Tom Walschak

## Diskografie
- 1993: No Sex! A Musical Comedy. Musik von Niclas Ramdohr, Texte von Peter Lund.
- 2003: Ballads. Klavier: Wolfgang Köhler.
- 2004: Weil ich dich liebe, muß ich lügen. Lieder von Werner Richard Heymann, mit dem Wolfgang Köhler Trio und dem Billroth Streichquartett.